# Boston Marathon 1954
De Boston Marathon 1954 werd gelopen op maandag 19 april 1954. Het was de 58e editie van de Boston Marathon. Aan deze wedstrijd mochten geen vrouwen deelnemen. De Fin Veikko L. Karvonen kwam als eerste over de streep in 2:20.39.
Het parcours is te kort gebleken. Het had namelijk niet de lengte van 42,195 km, maar 41,1 km.

## Uitslag
| rang   | naam                       | land | tijd    |
| ------ | -------------------------- | ---- | ------- |
| Goud   | Veikko Karvonen            | FIN  | 2:20.39 |
| Zilver | Jim Peters                 | GBR  | 2:22.40 |
| Brons  | Erkki Puolakka             | FIN  | 2:24.25 |
| 4      | Kurao Hiroshima            | JPN  | 2:25.39 |
| 5      | Katsuo Nishida             | JPN  | 2:27.35 |
| 6      | Delfo Cabrera              | ARG  | 2:27.50 |
| 7      | John Kelley                | USA  | 2:28.51 |
| 8      | Esequiel Santos Bustamante | ARG  | 2:33.40 |
| 9      | Nicholas Costes            | USA  | 2:35.17 |
| 10     | Nobuyoshi Sadanaga         | JPN  | 2:37.19 |

1897 ·
1898 ·
1899 ·
1900 ·
1901 ·
1902 ·
1903 ·
1904 ·
1905 ·
1906 ·
1907 ·
1908 ·
1909 ·
1910 ·
1911 ·
1912 ·
1913 ·
1914 ·
1915 ·
1916 ·
1917 ·
1918 ·
1919 ·
1920 ·
1921 ·
1922 ·
1923 ·
1924 ·
1925 ·
1926 ·
1927 ·
1928 ·
1929 ·
1930 ·
1931 ·
1932 ·
1933 ·
1934 ·
1935 ·
1936 ·
1937 ·
1938 ·
1939 ·
1940 ·
1941 ·
1942 ·
1943 ·
1944 ·
1945 ·
1946 ·
1947 ·
1948 ·
1949 ·
1950 ·
1951 ·
1952 ·
1953 ·
1954 ·
1955 ·
1956 ·
1957 ·
1958 ·
1959 ·
1960 ·
1961 ·
1962 ·
1963 ·
1964 ·
1965 ·
1966 ·
1967 ·
1968 ·
1969 ·
1970 ·
1971 ·
1972 ·
1973 ·
1974 ·
1975 ·
1976 ·
1977 ·
1978 ·
1979 ·
1980 ·
1981 ·
1982 ·
1983 ·
1984 ·
1985 ·
1986 ·
1987 ·
1988 ·
1989 ·
1990 ·
1991 ·
1992 ·
1993 ·
1994 ·
1995 ·
1996 ·
1997 ·
1998 ·
1999 ·
2000 ·
2001 ·
2002 ·
2003 ·
2004 ·
2005 ·
2006 ·
2007 ·
2008 ·
2009 ·
2010 ·
2011 ·
2012 ·
2013 ·
2014 ·
2015 ·
2016 ·
2017 ·
2018 ·
2019 ·
2020 ·
2021 ·
2022